# Manfla
Manfla est une localité du centre-ouest de la Côte d'Ivoire et appartenant au département de GOHITAFLA, dans la Région de la Marahoué. La localité de Manfla dépendant de la Sous préfecture de MAMINIGUI qui en est le chef-lieu de sous préfecture.
Manfla est composée de Sept villages en interne pouvant être considérés comme des quartiers (KOHOUFLA-TCHEFLA-ZANFLA-FAAFLA-BOHOUFLA-DJEIFLA-DROFLA), et seize autres villages et campement externe qui lui sont rattachés (TAAFLA-ROBERT CAMPEMENT- SAIGONEZUO-ABOUVOGO- MOUSSAVOGO PETIT MAMINIGUI- FATOGOMANVOGO- CAMPEMENT FAO- CAMPEMENT ZONGO- CAMPEMENT DANIEL et N'DRI- ROBERTANGA- ZAMBLEFLA- BIBIKOREFLA- GOUENFLA- BOTINNIN- PELA), possède six écoles primaires et un collège moderne ouvert depuis la rentrée 2014-2015 avec une forte population estimée à 16 117 habitants en 2025.